# MIRV

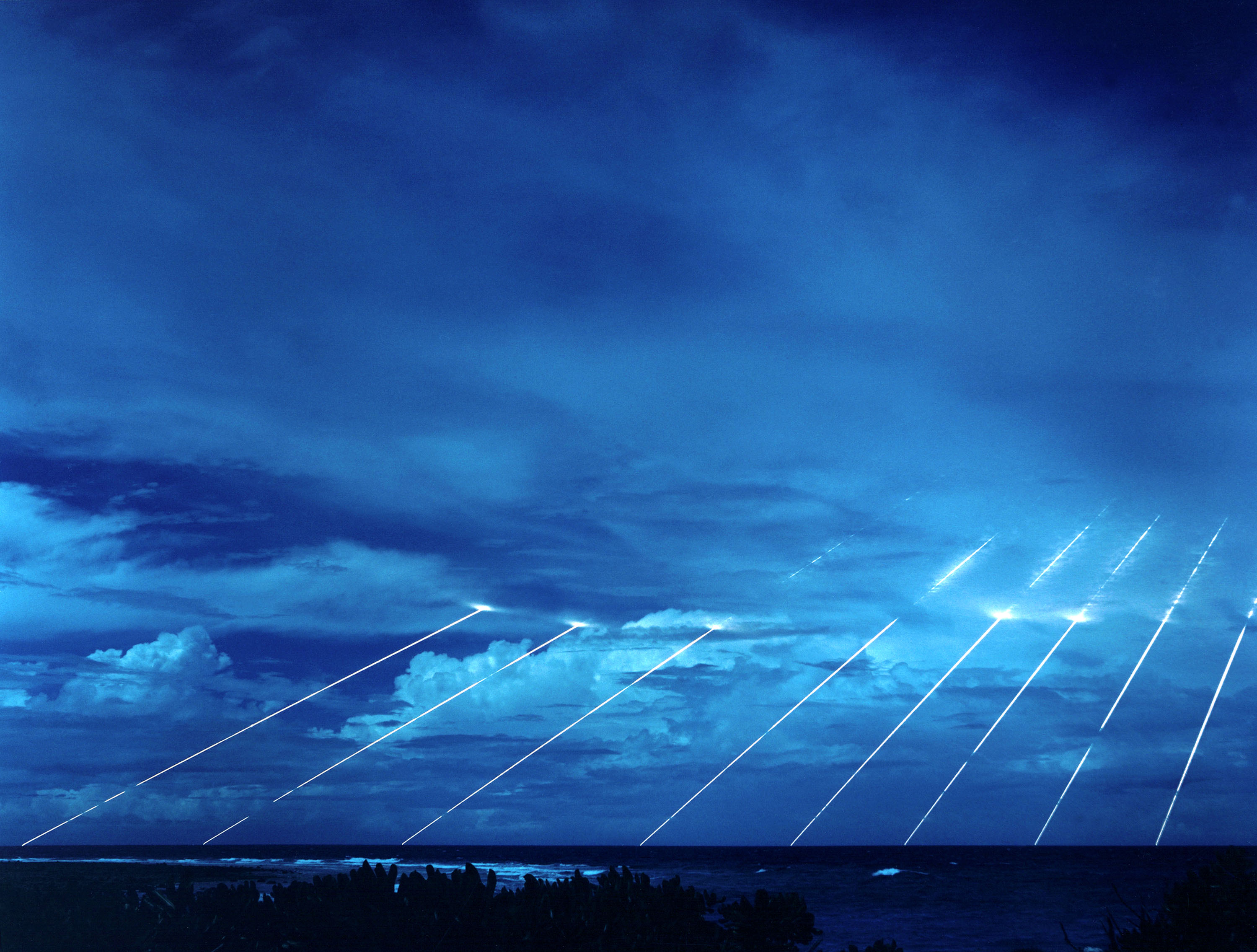
Teste dos veículos de reentrada denominados "Peacekeeper" no atol de Kwajalein. Todas as oito ogivas foram disparadas de um único míssil M.I.R.V. Cada linha que mostra a trajetória das ogivas, representa aproximadamente o poder explosivo de 25 artefatos de mesmo impacto que os de Hiroshima (Little Boy).

Veículo de Reentrada Múltiplo Independentemente Direcionado (do inglês Multiple Independently Targetable Reentry Vehicle - MIRV) consiste em um míssil balístico lançado por terra ou mar (por submarino) o qual carrega múltiplas ogivas (geralmente nucleares) que podem ser independentemente orientadas ao reentrar na atmosfera.
As ogivas carregadas no interior dos M.I.R.V são essencialmente radioativas, podendo atingir seu ponto de impacto em solo ou ar. As ogivas no interior do míssil contém sistemas antirradares (decoys), e dispersivos em geral que aumentam a chance de não serem rastreados ou interceptados por mísseis de defesa. O seccionamento do foguete e propulsores é pré-programado e os alvos são orientáveis por meio de assistência remota proporcionada pela base operacional.
Os testes iniciais foram executados sem material nuclear para a não-degradação da fauna local, evitando possíveis contaminações

## Modo de Operação
As ogivas são acopladas a um foguete propulsor de múltiplos estágios, contendo propulsores diferenciados em potência e impulso, dependendo de seu estágio. Após sair da atmosfera, o M.I.R.V entra em semiórbita e é operado por um sistema computadorizado de navegação em inércia. Então o projétil se desprende; as ogivas são liberadas e direcionadas, reentrando na atmosfera terrestre com seus sensores anti-radares e dispersivos, diminuindo a eficácia de mísseis antibalísticos.

Sequência de lançamento do M.I.R.V Minuteman III:
1. O míssil é lançado de seu silo, ativando seu estágio primário de propulsão (A). 2. Aproximadamente 60 segundos após seu lançamento, o 1° estágio é seccionado, iniciando a ignição do motor do 2º estágio (B). A cápsula do 1º estágio deixa o míssil. 3. Aproximadamente 120 segundos após o lançamento, o motor do 3º estágio (C) entra em ignição separando-se do 2º estágio. 4. Aproximadamente 180 segundos após seu lançamento, a propulsão do 3º estágio termina e o veículo de pós-combustão é separado (D) do foguete. 5. O veículo de pós-combustão é acionado, autoajustando-se e preparando-se para estabilizar o veículo de reentrada. (RV) 6. Os veículos de reentrada, dispositivos antirradares e dispersivos são acionados juntamente com os propulsores. 7. Os veículos de reentrada e propulsão readentram a atmosfera em altas velocidades, e são armados para a detonação durante o voo de descida. 8. As ogivas nucleares detonam, seja em terra ou ar, de acordo com sua orientação remota.